# 1699年羊毛法令
《1699年羊毛法令》（英語：Wool Act 1699）是英格蘭國會於1699年通過的法令，旨在限制愛爾蘭的羊毛及其製品的生產和出口，藉以摧毀愛爾蘭的羊毛業及增加英格蘭產品的競爭力，其管轄範圍甚至伸延至英屬美洲殖民地。羊毛製品的商貿在這些美洲的殖民地之間尤其被禁止。至《1867年成文法編正法令》通過才被廢除。